# Gudvangatunnel
Der Gudvangatunnel (norwegisch Gudvangatunnelen) ist ein Straßentunnel der Europastraße 16 zwischen Gudvangen und dem Dorf Undredal in der Provinz Vestland, Norwegen.
Er wurde 1991 eröffnet und war bis zur Fertigstellung des Lærdalstunnels im Jahre 2000 Norwegens längster Tunnel. Zusammen mit diesem und dem Flenjatunnel gibt es 43 Kilometer Tunnel auf 51,5 Kilometer Wegstrecke.
Am 5. August 2013 brannte ein LKW im Tunnel, 2–3 Kilometer von der Undredal-Seite aus. Eine große Rettungsaktion wurde veranlasst und dabei 70 Personen gerettet und in umliegende Krankenhäuser in Lærdal, Førde, Bergen und Voss gebracht. Unter ihnen befand sich auch eine 24-köpfige Reisegruppe aus China.
Am 11. August 2015 brannte ein schwedischer Reisebus komplett aus. 37 Personen wurden verletzt, 4 davon schwer. Durch den Brand wurde der Tunnel schwer beschädigt und war mehrere Wochen gesperrt.
Vier Jahre später, am 30. März 2019, kam es erneut zu einem Brand im Tunnel. Ein Sattelschlepper fing Feuer. 32 Personen wurden evakuiert, vier von ihnen ins Krankenhaus eingeliefert. Das Tunnelgewölbe wurde beschädigt und der Tunnel war mehrere Tage gesperrt.